# Наим, Микяй
Микяй Наим (болг. Микяй Салим Наим, род. 4 ноября 1997) — болгарский борец вольного стиля, призёр чемпионата Европы 2023 года. Вице-чемпион мира среди молодёжи 2017 года. 

## Биография
Родился в 1999 году. С 2012 года принимает участие в международных соревнованиях по борьбе. На юниорских чемпионатах Европы дважды становился серебряным призёром.
В 2017 году на молодёжном чемпионате мира, который проходил в Быдгоще (Польша), в категории до 57 кг стал обладателем серебряной медали. 
В 2020 году стал чемпионом Болгарии в категории до 57 кг. 
В Загребе, на чемпионате Европы 2023 года в финальном поединке уступил победу армянину Вазгену Тиваняну и завоевал серебряную медаль. 